# Валютні резерви
Валю́тні або Золотовалю́тні резе́рви (англ. Foreign exchange reserves) — запаси іноземних фінансових активів, які належать державі і перебувають у розпорядженні органів грошово-кредитного регулювання і можуть бути реально використані на регулятивні та інші потреби, що мають загальноекономічне значення.
У строгому сенсі, сукупність тільки іноземних валютних депозитів і облігацій, випущених Центральними банками. Проте, в ширшому сенсі цей термін зазвичай включає іноземну валюту, золото, СПЗ і резерви МВФ. Тому для їхнього позначення використовується точніший термін — міжнародні резерви.
Основним призначенням міжнародних резервів є скорочення волатильності національної грошової одиниці, пов'язаної з активністю спекулянтів і нерівномірністю зовнішньоекономічної діяльності суб'єктів господарювання. Рівень міжнародних резервів відображає зовнішньоекономічний товарообіг і потоки капіталу в попередні періоди.

## Історія
Раніше державні резерви створювалися в золоті, але у наслідок конференції в Бреттон-Вудсі (з 1 по 22 липня 1944), Сполучені Штати Америки забезпечили підтримку долара США як світової валюти за рахунок зобов'язання забезпечувати конвертацію доларів США і золото. В процесі переходу від Золотого стандарту до вільної конвертації, долар США став одним з видів світових грошей, разом із золотом. Згодом, після краху Бреттон-Вудської системи в 1971, США відмовилися від конвертації долара США в золото, але з урахуванням того, що частка долара США в світових розрахунках є домінуючою, долар США залишається головною резервною валютою, і більшість центральних банків продовжують зберігати великі обсяги міжнародних резервів в доларах США. Зміна валютної структури міжнародних резервів у світі показує, що на рубежі 20-21 століть найбільш укріпили свої валюти США і Англія. Тільки створенням євро провідні континентальні країни Європи змогли протистояти тенденції надмірного посилення цих валют.

## Структура світових валютних резервів
|                        | 2023 | 2022    | 2021    | 2020    | 2019    | 2018    | 2017    | 2016    | 2015    | 2014    | 2013    | 2012    | 2011    | 2010    | 2009    | 2008    | 2007    | 2006    | 2005    | 2004    | 2003    | 2002    | 2001    | 2000    | 1999    | 1998    | 1997    | 1996    | 1995    | 1984   | 1983   | 1982   | 1980   | 1976   | 1972   | 1970   |
| Долар США              | 58,44 % | 58,52 % | 58,80 % | 58,92 % | 60,75 % | 61,76 % | 62,73 % | 65,36 % | 65,75 % | 65,17 % | 61,28 % | 61,50 % | 62,69 % | 62,24 % | 62,15 % | 63,77 % | 63,87 % | 65,04 % | 66,51 % | 65,51 % | 65,45 % | 66,50 % | 71,51 % | 71,13 % | 71,01 % | 69,28 % | 65,10 % | 61,98 % | 58,96 % | 65,8 % | 68,5 % | 68,4 % | 67,2 % | 76,6 % | 78,6 % | 77,2 % |
| Євро                   | 19,94 % | 20,37 % | 20,59 % | 21,29 % | 20,59 % | 20,67 % | 20,17 % | 19,14 % | 19,15 % | 21,21 % | 24,21 % | 24,07 % | 24,44 % | 25,76 % | 27,70 % | 26,21 % | 26,13 % | 24,99 % | 23,89 % | 24,68 % | 25,03 % | 23,65 % | 19,18 % | 18,29 % | 17,90 % |         |         |         |         |        |        |        |        |        |        |        |
| Німецька марка         | |         |         |         |         |         |         |         |         |         |         |         |         |         |         |         |         |         |         |         |         |         |         |         |         | 13,79 % | 14,48 % | 14,67 % | 15,75 % | 12,1 % | 11,2 % | 12,4 % | 14,8 % | 8,8 %  | 4,6 %  | 1,9 %  |
| Японська єна           | 5,69 % | 5,54 %  | 5,52 %  | 6,03 %  | 5,87 %  | 5,19 %  | 4,90 %  | 3,95 %  | 3,75 %  | 3,55 %  | 3,82 %  | 4,09 %  | 3,61 %  | 3,66 %  | 2,90 %  | 3,47 %  | 3,18 %  | 3,46 %  | 3,96 %  | 4,28 %  | 4,42 %  | 4,94 %  | 5,04 %  | 6,06 %  | 6,37 %  | 6,24 %  | 5,77 %  | 6,71 %  | 6,77 %  | 5,4 %  | 4,7 %  | 4,6 %  | 4,3 %  | 2,1 %  | 0,1 %  |        |
| Британський фунт       | 4,86 % | 4,90 %  | 4,81 %  | 4,73 %  | 4,64 %  | 4,43 %  | 4,54 %  | 4,35 %  | 4,72 %  | 3,70 %  | 3,99 %  | 4,04 %  | 3,84 %  | 3,94 %  | 4,25 %  | 4,22 %  | 4,82 %  | 4,52 %  | 3,75 %  | 3,49 %  | 2,86 %  | 2,92 %  | 2,70 %  | 2,75 %  | 2,89 %  | 2,66 %  | 2,58 %  | 2,68 %  | 2,11 %  | 2,8 %  | 2,6 %  | 2,4 %  | 2,9 %  | 1,9 %  | 7,1 %  | 10,4 % |
| Канадський долар       | 2,59 % | 2,39 %  | 2,38 %  | 2,08 %  | 1,86 %  | 1,84 %  | 2,03 %  | 1,94 %  | 1,78 %  | 1,75 %  | 1,83 %  | 1,43 %  |         |         |         |         |         |         |         |         |         |         |         |         |         |         |         |         |         |        |        |        |        |        |        |        |
| Китайський юань        | 2,29 % | 2,61 %  | 2,80 %  | 2,29 %  | 1,94 %  | 1,89 %  | 1,23 %  | 1,08 %  |         |         |         |         |         |         |         |         |         |         |         |         |         |         |         |         |         |         |         |         |         |        |        |        |        |        |        |        |
| Австралійський долар   | 2,14 % | 1,97 %  | 1,84 %  | 1,83 %  | 1,70 %  | 1,63 %  | 1,80 %  | 1,69 %  | 1,77 %  | 1,60 %  | 1,82 %  | 1,46 %  |         |         |         |         |         |         |         |         |         |         |         |         |         |         |         |         |         |        |        |        |        |        |        |        |
| Французький франк      | |         |         |         |         |         |         |         |         |         |         |         |         |         |         |         |         |         |         |         |         |         |         |         |         | 1,62 %  | 1,44 %  | 1,85 %  | 2,35 %  | 1,0 %  | 1,1 %  | 1,3 %  | 1,7 %  | 1,6 %  | 0,9 %  | 1,1 %  |
| Швейцарський франк     | 0,20 % | 0,23 %  | 0,17 %  | 0,17 %  | 0,15 %  | 0,14 %  | 0,18 %  | 0,16 %  | 0,27 %  | 0,24 %  | 0,27 %  | 0,21 %  | 0,08 %  | 0,13 %  | 0,12 %  | 0,14 %  | 0,16 %  | 0,17 %  | 0,15 %  | 0,17 %  | 0,23 %  | 0,41 %  | 0,25 %  | 0,27 %  | 0,23 %  | 0,33 %  | 0,35 %  | 0,30 %  | 0,33 %  | 2,0 %  | 2,3 %  | 2,7 %  | 3,2 %  | 2,2 %  | 1,0 %  | 0,7 %  |
| Нідерландський гульден | |         |         |         |         |         |         |         |         |         |         |         |         |         |         |         |         |         |         |         |         |         |         |         |         | 0,27 %  | 0,35 %  | 0,24 %  | 0,32 %  |        |        |        |        |        |        |        |
| Інші                   | 3,85 % | 3,48 %  | 3,09 %  | 2,65 %  | 2,51 %  | 2,45 %  | 2,43 %  | 2,33 %  | 2,82 %  | 2,78 %  | 2,78 %  | 3,20 %  | 5,33 %  | 4,27 %  | 2,88 %  | 2,20 %  | 1,83 %  | 1,81 %  | 1,74 %  | 1,87 %  | 2,01 %  | 1,58 %  | 1,31 %  | 1,49 %  | 1,60 %  | 4,50 %  | 3,86 %  | 4,48 %  | 4,87 %  | 10,9 % | 9,6 %  | 8,2 %  | 5,9 %  | 6,8 %  | 7,7 %  | 8,7 %  |
|                        | Джерела: World Currency Composition of Official Foreign Exchange Reserves Міжнародний валютний фонд (1995-2023), The evolution of reserve currency diversification, December 1986 Банк міжнародних розрахунків (1970-1984) |         |         |         |         |         |         |         |         |         |         |         |         |         |         |         |         |         |         |         |         |         |         |         |         |         |         |         |         |        |        |        |        |        |        |        |

## Обсяг міжнародних резервів країн світу
| №  | Країна                     | Обсяг, млрд. USD (на кінець місяця) |
| -- | -------------------------- | ----------------------------------- |
| 1  | КНР                        | 3 497 (червень 2013)                |
| 2  | Японія                     | 1 274 (Жовтень 2012)                |
| —  | Єврозона                   | 903 (Серпень 2012)                  |
| 3  | Саудівська Аравія          | 614 (Серпень 2012)                  |
| 4  | Швейцарія                  | 530 (Жовтень 2012)                  |
| 6  | Республіка Китай (Тайвань) | 421,48 (Жовтень 2014).              |
| 5  | Росія                      | 457,2 (25 травня 2018)              |
| 7  | Бразилія                   | 364 290 (Вересень 2014)             |
| 8  | Південна Корея             | 354 756 (Вересень 2014)             |
| -  | Гонконг ( КНР)             | 318 860 (Серпень 2014)              |
| 9  | Індія                      | 288 (Вересень 2014)                 |
| 10 | Німеччина                  | 263 (Вересень 2012)                 |

Примітки:

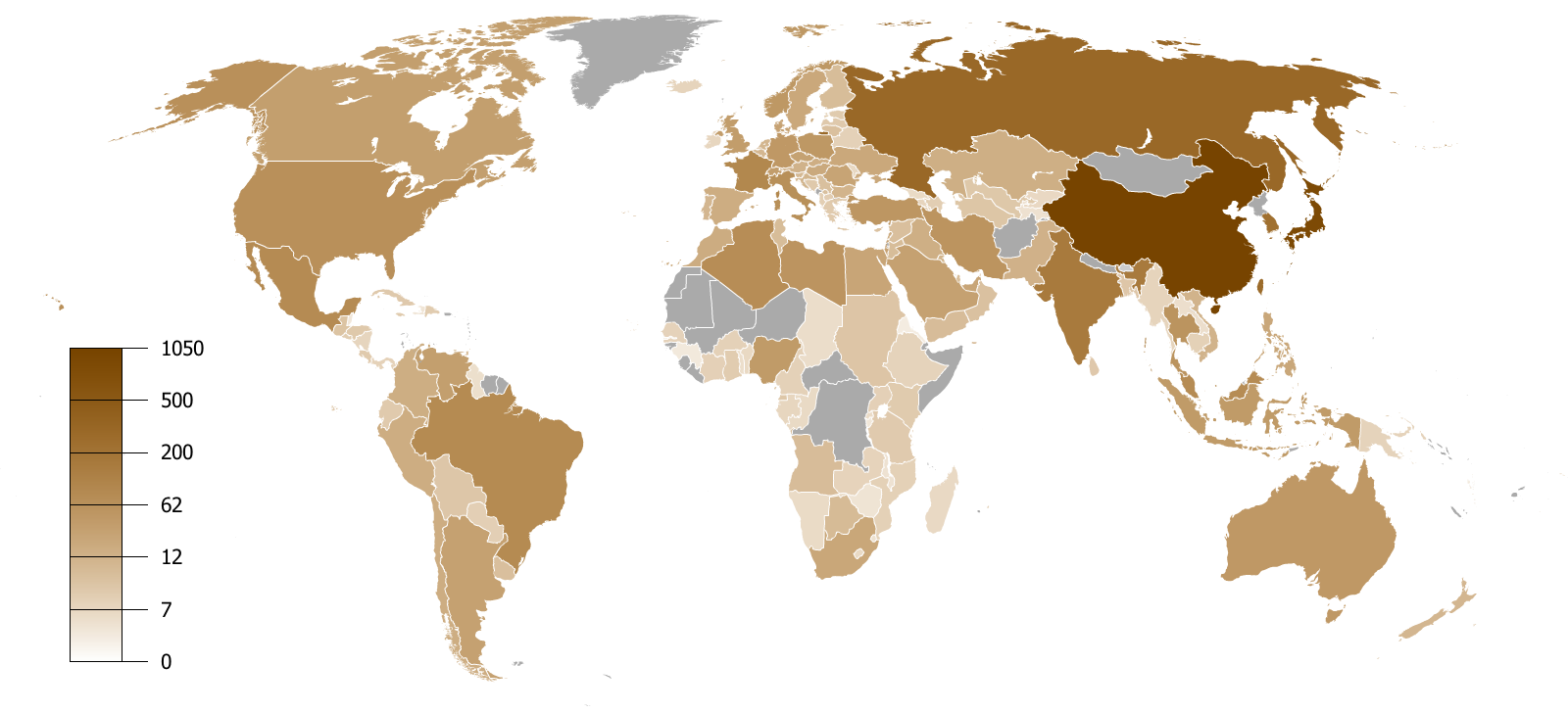
Міжнародні резерви країн світу у 2007

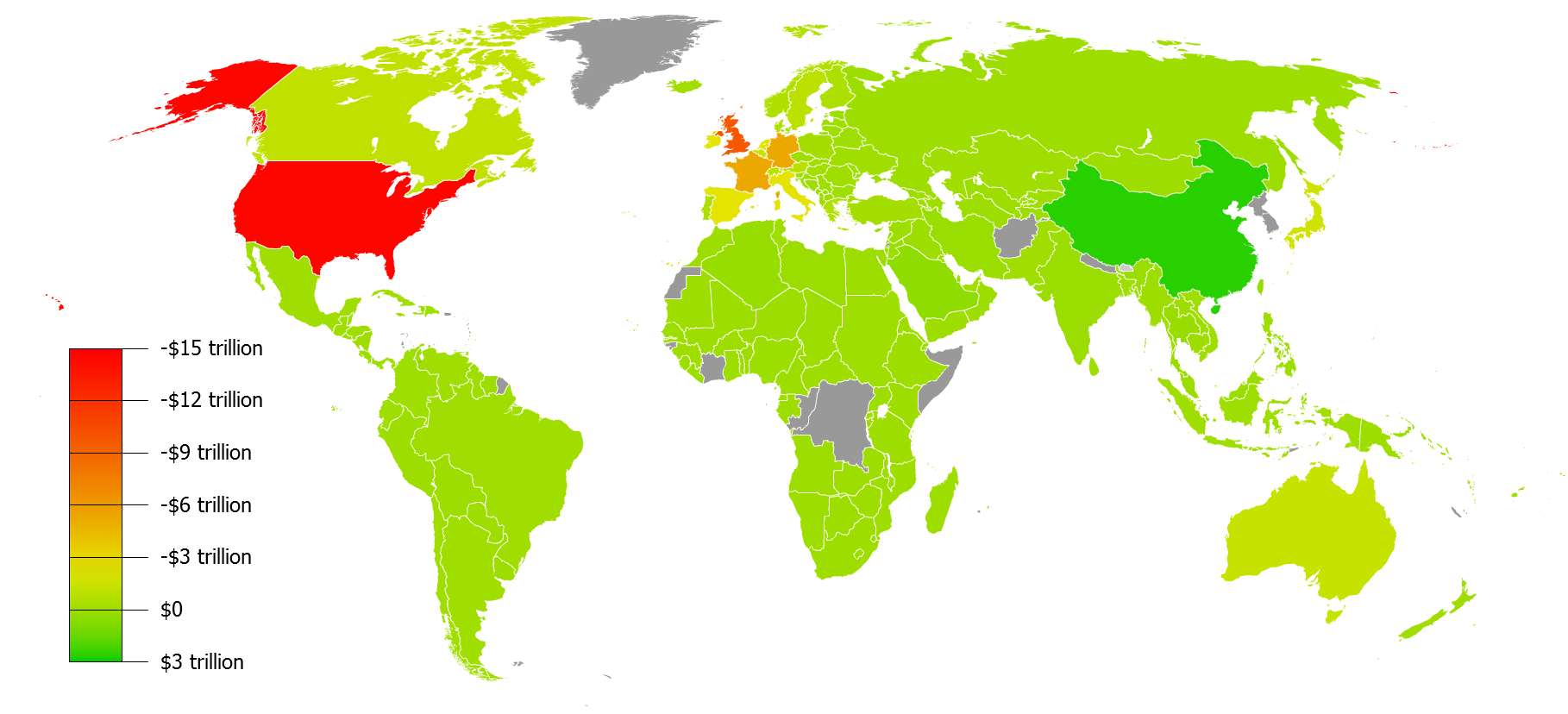
ЗВР резерви мінус державний борг кожної окремо взятої країни у світі, 2011

- Прим. 1: Китай оновлює інформацію щоквартально.
- Прим. 2: Росія та Індія оновлюють інформацію щотижнево і щомісячно.
- Прим. 3: Бразилія оновлює інформацію щоденно.

## Резерви Національного банку України
На кінець літа 2011 року НБУ мав резерви у понад 38 млрд дол. — рекордний показник за всю історію незалежності України.
На 1 липня 2013 року золотовалютні (міжнародні) резерви НБУ складали 23,143 млрд дол.
На січень 2014 резерви становили 20,415 млрд дол. Станом на 19 листопада 2014, як заявила голова НБУ Валерія Гонтарева, у валютних резервах країни є 12,5 млрд дол.
На 1 грудня 2016 резерви становили 15.271 млрд дол. США
На 1 січня 2017 резерви склали 15.539 млрд дол. США, збільшившись за 2016 рік на 17 %